# Smižany
Smižany (in ungherese Szepessümeg, in tedesco Schmögen) è un comune della Slovacchia facente parte del distretto di Spišská Nová Ves, nella regione di Košice.
Ha dato i natali a Štefan Hoza, tenore e librettista, e al capitano Ján Nálepka, eroe dell'Unione Sovietica, di cui si conserva la casa natale, monumento nazionale.